# Фелікс Гаусдорф
Фелікс Гаусдорф (нім. Felix Hausdorff; 8 листопада 1868, Бреслау — 26 січня 1942, Бонн) — німецький математик єврейського походження, вважається одним з основоположників сучасної топології.
Ввів і вперше досліджував важливі в топології поняття гаусдорфового простору (1914), топологічної межі, частково впорядкованої множини, а також гаусдорфової розмірності (1919). Крім того, Гаусдорф вніс великий внесок до теорії множин, функціонального аналізу, теорії топологічних груп і теорії чисел. Публікувався також як письменник під псевдонімом Поль Монґре (нім. Paul Mongré).

## Життєпис

### Ранні роки
Батько Фелікса, єврейський купець Луїс Гаусдорф (1843—1896), переїхав з сім'єю до Лейпцига восени 1870 року, де працював на різних підприємствах, у тому числі на фабриці лляних і бавовняних товарів. Він був освіченою людиною — написав кілька трактатів, у тому числі довгу працю про арамейські переклади Біблії з погляду талмудичного права.
Його мати, Гедвіґа (1848—1902), яка в деяких документах згадується як Йоганна, походила з єврейської родини Тітц. З цієї родини також походив Герман Тітц, засновник першого універмагу в Німеччині.
З 1878 по 1887 рік Фелікс Гаусдорф відвідував школу Миколая в Лейпцигу, яка мала репутацію осередку гуманістичної освіти. Був відмінником, старостою класу протягом багатьох років і часто декламував власноруч написані латинською або німецькою мовами вірші на шкільних святах.
В останні роки навчання в старшій школі Феліксу було нелегко обрати основний предмет для вивчення. Магда Діркесманн, яка часто гостювала в домі Гаусдорфів у 1926—1932 роках, згадувала в 1967 році, що:
Його різнобічний музичний талант був настільки великим, що лише наполягання батька змусили його відмовитися від планів вивчати музику і стати композитором.
У випускному класі 1887 року він був єдиним, хто отримав найвищу можливу загальну оцінку. І після закінчення школи вирішив вивчати природничі науки.

### Студентські роки
З 1887 по 1891 рік Гаусдорф вивчав математику та астрономію переважно в рідному місті Лейпцигу, перериваючись на один семестр у Фрайбурзі (літо 1888 року) та Берліні (зима 1888—1889 років). Свідчення інших студентів, що збереглися, змальовують його як надзвичайно різнобічно розвиненого юнака, який, окрім лекцій з математики та астрономії, відвідував лекції з фізики, хімії та географії, а також лекції з філософії та історії філософії, мовознавства, літератури та суспільствознавства.
У Лейпцигу він відвідував лекції з історії музики музикознавця Оскара Пауля. Його раннє захоплення музикою залишалося з ним все життя; у себе вдома він проводив музичні вечори за фортепіано згідно зі свідченнями різних учасників. Ще бувши студентом у Лейпцигу, він був шанувальником і знавцем музики Ріхарда Вагнера.
В останні семестри навчання Гаусдорф зблизився з Генріхом Брунсом. Брунс був професором астрономії та директором обсерваторії Лейпцизького університету. У 1891 році під його керівництвом Гаусдорф написав роботу з теорії астрономічного заломлення світла в атмосфері. Після цього з'явилися ще дві його публікації на цю ж тему, а в 1895 році він захистив дисертацію на тему поглинання світла в атмосфері, після чого отримав габілітацію. Ці ранні астрономічні роботи Гаусдорфа, попри їхні чудові математичні формулювання, зрештою не мали великого значення для наукової спільноти. З одного боку, пізніше було доведено, що основна ідея Брунса не є життєздатною (потрібні були спостереження рефракції поблизу астрономічного горизонту, які — як трохи пізніше зміг показати Юліус Баушингер — в принципі не могли бути отримані з необхідною точністю). Крім того, прогрес у прямому вимірюванні атмосферних даних за допомогою метеозондів зробив непотрібними трудомісткі їх обчислення на основі рефракційних спостережень. У період між захистом дисертації та отриманням наукового ступеня Гаусдорф пройшов річну військову службу і два роки працював обчислювальником у Лейпцизькій обсерваторії.

### Роки викладання
Після габілітації Гаусдорф став викладачем Лейпцизького університету, де розпочав активну викладацьку діяльність з різних математичних дисциплінах. Окрім викладання та досліджень у галузі математики, він також займався літературою та філософією. Також Гаусдорф часто спілкувався з письменниками, художниками та видавцями, такими як Герман Конраді, Річард Демель, Отто Еріх Гартлебен, Густав Кірштейн, Макс Клінгер, Макс Регер та Франк Ведекінд. На 1897—1904 роки припадає пік його літературної та філософської творчості — 18 з 22 творів під псевдонімом з'явилися в цей період, включаючи збірку поезій, п'єсу, книгу епістемологічної критики та збірку афоризмів.
У 1899 році Гаусдорф одружився з Шарлоттою Гольдшмідт, дочкою єврейського лікаря Зиґізмунда Гольдшмідта. Її мачухою була суфражистка і дошкільна вчителька Генрієтта Гольдшмідт. Єдина дитина Гаусдорфа, його дочка Ленор (Нора), народилася у 1900 році; вона прожила довге життя, переживши епоху нацизму, і померла в Бонні у 1991 році.
У грудні 1901 року Гаусдорф став асоційованим професором Лейпцизького університету. Декан Кірхнер, подаючи документи про призначення, додав до результатів голосування своїх колег наступний додаток, написаний Генріхом Брунсом:
Однак факультет вважає себе зобов'язаним повідомити Королівське міністерство про те, що на засіданні факультету, яке відбулося 2 листопада цього року, вищезгадана пропозиція була схвалена не всіма голосами, а 22 голосами проти 7. Меншість проголосувала проти, оскільки д-р Гаусдорф є прихильником віри Мойсея.
Ця цитата підкреслює неприхований антисемітизм, який зріс у Німецькому Рейху після біржового краху 1873 року. Лейпциг був осередком антисемітських настроїв, особливо серед студентства, що цілком може бути причиною того, що Гаусдорф не почувався комфортно в Лейпцизькому університеті. Іншим фактором, що сприяв цьому, міг бути стрес через ієрархічну позицію лейпцизьких професорів.
Також після габілітації Гаусдорф написав по одній роботі з неевклідової геометрії та з гіперкомплексних систем числення, ще одну роботу з оптики, а також дві роботи з теорії ймовірностей. Однак його основною сферою діяльності незабаром стала теорія множин, особливо теорія впорядкованих множин. Спочатку Гаусдорф почав вивчати роботи Георга Кантора лише з філософського погляду, починаючи приблизно з 1897 року, але вже в 1901 році він почав читати лекції з теорії множин. Це була одна з перших лекцій з теорії множин; раніше були лише лекції Ернста Цермело в Геттінгенському коледжі взимку 1900—1901 років. Того ж року він опублікував свою першу статтю про типи порядків, в якій дослідив узагальнення цілком впорядкованих множин.
Літом 1910 року Гаусдорфа було призначено асоційованим професором Боннського університету. Там він прочитав цикл лекцій з теорії множин, який суттєво переглянув і розширив протягом літнього семестру 1912 року.
Влітку 1912 року він розпочав роботу над своїм головним твором — книгою «Основи теорії множин». Вона була завершена в Грайфсвальді, де Гаусдорфа було призначено професором у літньому семестрі 1913 року, і вийшла друком у квітні 1914 року.
Грайфсвальдський університет був найменшим з прусських університетів. Влітку 1916 року і взимку 1916—1917 років Гаусдорф був єдиним математиком у Грайфсвальді. Це означало, що він був майже повністю зайнятий викладанням базових курсів. Таким чином, для його академічної кар'єри було значним покращенням, коли в 1921 році його було призначено викладачем до Бонна. Там він міг вільно викладати ширший спектр тем і часто читав лекції про свої останні дослідження. У літньому семестрі 1923 року він прочитав лекцію з теорії ймовірностей, в якій ввів цю теорію аксіоматично і в термінах теорії міри за десять років до виходу у світ «Основні поняття теорії ймовірностей» А. Н. Колмогорова. У Бонні Гаусдорф дружив і працював разом з Едуардом Штюде, а пізніше з Отто Тепліцем, які були видатними математиками.

### Останні роки
Після приходу до влади націонал-соціалістичної партії антисемітизм став державною доктриною Німеччини. «Закон про відновлення професійного чиновництва», прийнятий у 1933 році, спочатку не торкнувся Гаусдорфа безпосередньо, оскільки він вже був німецьким державним службовцем до 1914 року. Однак одну з його лекцій перервали нацистські студентські функціонери. У зимовому семестрі 1934—1935 року в Боннському університеті проходила робоча сесія Націонал-соціалістичного союзу студентів Німеччини, який обрав темою семестру «Раса та етнічна приналежність». 20 листопада Гаусдорф скасував свій курс математичного аналізу III. Припускають, що це було пов'язано з цією подією, оскільки він раніше ніколи не скасовував лекції за свою викладацьку кар'єру.
31 березня 1935 року, після деяких вагань, Гаусдорфу надали статус почесного професора. Відповідальні особи в той час не знайшли жодного слова подяки за його 40-річну роботу в німецькій системі вищої освіти.
Наукова спадщина Гаусдорфа свідчить про те, що він продовжував займатися математикою в ті дедалі складніші часи та стежив за поточним розвитком галузей науки, які його цікавили. Окрім розширеного видання своєї книги з теорії множин, він написав сім праць з топології та дескриптивної теорії множин. Вони були опубліковані в польських журналах: одна в Studia Mathematica, інші в Fundamenta Mathematicae. Тоді його підтримував Еріх Бессель-Гаґен, вірний друг родини Гаусдорфів, який брав для нього книги та журнали з академічної бібліотеки, куди Гаусдорфу більше не дозволяли заходити.
Про приниження, яких зазнав Гаусдорф та його родина після Кришталевої ночі 1938 року, відомо з листів Бессель-Гаґена.
У 1939 році Гаусдорф марно просив математика Ріхарда Куранта про дослідницьку стипендію, щоб мати можливість емігрувати до США.

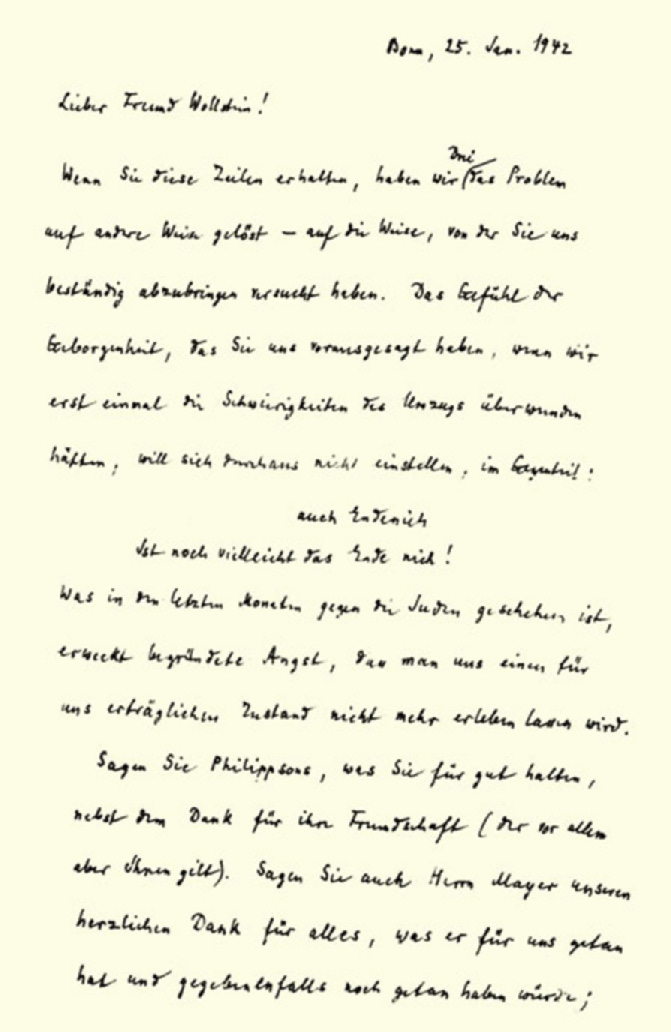
Перша сторінка прощального листа Гаусдорфа до Ганса Вольштейна

У середині 1941 року боннських євреїв почали депортувати до «Монастиря вічного поклоніння» в Енденіх біля Бонна, з якого виселили монахинь. Звідки їх пізніше перевозили до таборів смерті на сході. Після того, як у січні 1942 року Гаусдорф, його дружина і її сестра Едіт Паппенгейм, яка жила з ними, отримали наказ переїхати до табору Енденіх, вони покінчили життя самогубством 26 січня 1942 року, прийнявши велику дозу барбіталу. Їх поховали на кладовищі Поппельсдорф у Бонні. Свій рукописний спадок Гаусдорф передав єгиптологу Гансу Боннету, який зміг врятувати більшу частину рукописів, попри те, що його будинок зазнав руйнувань під час бомбардувань.
Деякі з його колег-євреїв, можливо, мали ілюзії щодо табору Енденіх, але не Гаусдорф. Історик математики Ервін Нойеншвандер знайшов у маєтку Бессель-Хагена прощального листа Гаусдорфа, якого він написав своєму адвокату Гансу Вольштейну, який також був євреєм. Ось початок і кінець листа:
Дорогий друже Вольштейн!

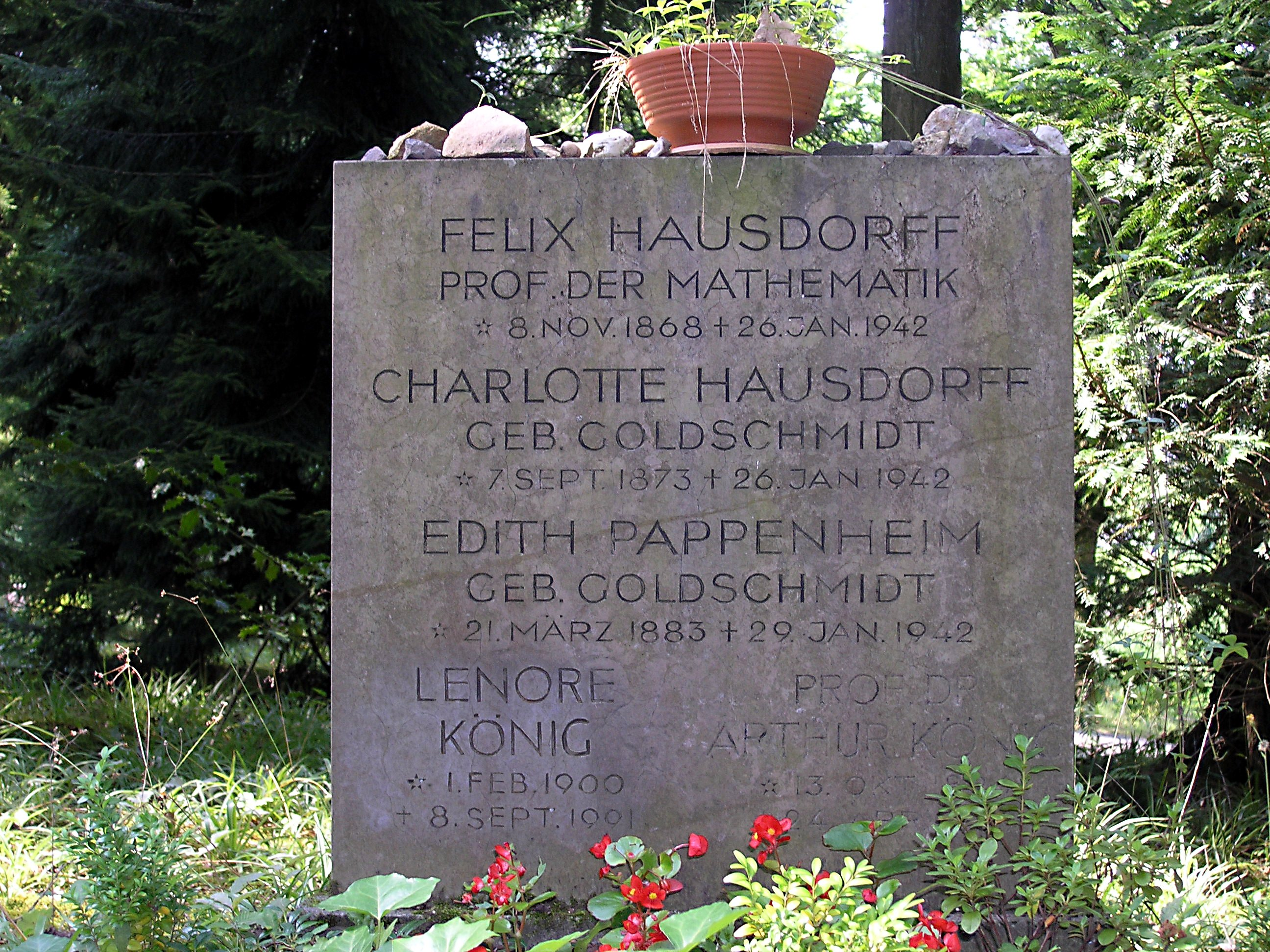
Місце поховання Фелікса Гаусдорфа в Бонн-Поппельсдорфі

Якщо Ви отримали ці рядки, то ми (троє) розв'язали проблему інакше, ніж Ви постійно намагалися нас відрадити. Відчуття безпеки, яке Ви пророкували нам, як тільки ми подолаємо труднощі переїзду, все ще вислизає від нас; навпаки, Енденіх, можливо, навіть не кінець!

Те, що сталося в останні місяці проти євреїв, викликає справедливий страх, що вони не дадуть нам дожити до більш терпимої ситуації.
Подякувавши друзям і висловивши свої останні побажання щодо похорону і заповіту, Гаусдорф далі пише:
Простість нас за те, що завдаємо Вам клопоту після смерті; я переконаний, що Ви робите те, що можете зробити (а це, можливо, не дуже багато). Пробачте нам також за наше дезертирство! Бажаємо Вам і всім нашим друзям ще кращих часів.

З повагою

Фелікс Гаусдорф
Однак, це бажання не було виконане — Вольштейн був убитий у концтаборі Аушвіц.
Бібліотека Гаусдорфа була продана його зятем і єдиним спадкоємцем Артуром Кенігом. Частина рукописної спадщини, яку вдалося врятувати Гансу Бонне, зараз зберігається в Університеті та Державній бібліотеці Бонна, також її каталогізовано.

## Філософська та письменницька діяльність
Збірка афоризмів Гаусдорфа під назвою Святий Іларіон. Думки з пейзажу Заратустри (нім. Sant’ Ilario. Gedanken aus der Landschaft Zarathustras), видана 1897 року, була його першою роботою, опублікованою під псевдонімом Поль Монґре. Підзаголовок, по-перше, натякає на те, що Гаусдорф завершив свою книгу під час оздоровчого відпочинку на Лігурійському узбережжі біля Генуї, і що в цій же місцевості Фрідріх Ніцше написав перші дві частини роману «Так казав Заратустра»; по-друге, він натякає на свою духовну близькість до Ніцше. У статті в щотижневику Die Zukunft Гаусдорф прямо признався у своїй симпатії до Ніцше.
Гаусдорф не намагався копіювати чи навіть перевершити Ніцше. «Від наслідування Ніцше не залишилося й сліду», — йдеться в сучасній рецензії. Він слідує за Ніцше у спробі звільнити індивідуальне мислення, взяти на себе сміливість поставити під сумнів традиційні цінності. Гаусдорф зберігав критичну дистанцію до пізніх робіт Ніцше. У своєму есе про книгу «Жадання влади», складеної з нотаток, залишених в архіві Ніцше, він пише:
У Ніцше світиться фанатик. Його мораль розмноження, зведена на наших нинішніх основних біологічних і фізіологічних знаннях: це може стати всесвітньо-історичним скандалом, на тлі якого інквізиція і суди над відьмами блякнуть нешкідливими відхиленнями.
Свій критичний стандарт Гаусдорф запозичив у самого Ніцше.
У 1898 році вийшла друком епістемологічна критика Гаусдорфа «Хаос у космічному просторі» (нім. Das Chaos in kosmischer Auslese) — також під псевдонімом Поль Монґре. Критика метафізики, викладена в цій книзі, бере свій початок у протистоянні Гаусдорфа з ідеєю Ніцше про вічне повернення. Зрештою, йдеться про відмову від будь-якої метафізики. Ми нічого не знаємо і не можемо знати про світ сам по собі, про трансцендентне ядро світу — як пише Гаусдорф. Ми повинні сприймати «світ у собі» як невизначений і невизначуваний, як просто хаос. Світ нашого досвіду, наш космос є результатом вибору, який ми зробили й завжди будемо інстинктивно робити відповідно до наших можливостей пізнання. З цього хаосу можна уявити всі інші рамки, інші космоси. Тобто, зі світу нашого космосу не можна робити жодних висновків про світ трансцендентний.
У 1904 році в журналі Neue Rundschau з'явилася одноактна п'єса Гаусдорфа «Лікар своєї честі» (нім. Der Arzt seiner Ehre). Це груба сатира на дуель і на традиційні уявлення про честь та благородство прусського офіцерського корпусу, які, з розвитком суспільства, ставали все більш анахронічними. «Лікар своєї честі» став найпопулярнішим літературним твором Гаусдорфа — у 1914—1918 роках відбулися численні вистави у більш ніж тридцяти містах. Пізніше Гаусдорф написав епілог до цієї п'єси, але тоді він не був поставлений. Лише у 2006 році відбулася прем'єра цього епілогу на щорічних зборах Німецького математичного товариства в Бонні.
Окрім вищезгаданих творів, Гаусдорф також написав численні есеї, які з'являлися у провідних літературних журналах того часу. Він також написав книгу віршів «Екстаз» (1900). Деякі з його віршів були покладені на музику австрійським композитором Йозефом Марксом.

## Внесок у математику

### Теорія впорядкованих множин
До ретельного вивчення впорядкованих множин Гаусдорфа частково підштовхнула проблема континууму Кантора: де в послідовності кардинальних чисел {\displaystyle \{\aleph _{\alpha }\}} має бути розміщене кардинальне число {\displaystyle \aleph =2^{\aleph _{0}}}? У листі до Гільберта від 29 вересня 1904 року він пише, що ця проблема «переслідує мене майже як мономанія». Гаусдорф побачив нову стратегію розв'язання проблеми на множині потужності {\displaystyle \mathrm {card} (T(\aleph _{0}))=\aleph }. Кантор підозрював, що {\displaystyle \aleph =\aleph _{1}}, але зміг лише показати, що {\displaystyle \aleph \geqslant \aleph _{1}}. Якщо {\displaystyle \aleph _{1}} — це «кількість» всіх можливих цілкових порядків зліченної множини, то {\displaystyle \aleph } тепер виявилося «кількістю» усіх можливих порядків цієї множини. Тому було необхідно вивчати порядки, які є більш конкретними, ніж довільні порядки, але більш загальними, ніж цілкові порядки. Саме це зробив Гаусдорф у своїй першій теоретико-множинній публікації в 1901 році, вивчаючи «градуйовані множини». Однак з пізніших результатів Курта Геделя та Пола Коена відомо, що ця стратегія розв'язання проблеми континууму так само неефективна, як і стратегія Кантора, яка мала на меті узагальнити теорему Кантора-Бендікссона з замкнених множин на довільні незліченні множини.
У 1904 році Гаусдорф опублікував роботу, у якій вивів рекурентне співвідношення, пізніше назване на його честь, яке стверджує, що для кожного необмеженого порядкового числа {\displaystyle \mu } буде {\displaystyle \aleph _{\mu }^{\aleph _{\alpha }}=\aleph _{\mu }\;\aleph _{\mu -1}^{\aleph _{\alpha }}.}
Знання Гаусдорфом рекурентних формул такого роду дозволило йому виявити помилку в лекції Дьюла Кьоніґа на Міжнародному конгресі математиків у 1904 році в Гейдельберзі. Кьоніґ стверджував, що континуальна множина не може бути цілком впорядкованою, і тим самим викликав чималий резонанс.
У 1906—1909 роках Гаусдорф зробив новаторські та фундаментальні дослідження в теорії впорядкованих множин. Фундаментальне значення для цієї теорії має поняття кофінальності, яке він ввів. Порядкове число називається регулярним, якщо воно є кофінальним з будь-яким меншим порядковим числом; в іншому випадку воно називається сингулярним. Питання Гаусдорфа про те, чи існують регулярні порядкові числа, які індексують граничне порядкове число, стало відправною точкою для теорії недосяжних кардиналів. Гаусдорф зазначив, що такі порядкові числа, якщо вони існують, повинні бути «непомірно великими».
На питання, чи будь-яка лінійно впорядкована підмножина частково впорядкованої множини міститься в максимальній лінійній впорядкованій підмножині даної множини, Гаусдорф дав позитивну відповідь за допомогою теореми Цермело. Це принцип максимуму Гаусдорфа, який випливає або з теореми Цермело, або з аксіоми вибору, і, як виявилось пізніше, еквівалентний цій аксіомі.
У 1908 році Артур Моріц Шенфліс у своїй доповіді про теорію множин заявив, що нова теорія впорядкованих множин (тобто розширення цієї теорії після Кантора) майже повністю завдячує Гаусдорфу.

### Головний твір «Основи теорії множин»
Згідно з тогочасним уявленням, теорія множин охоплювала не тільки загальну теорію множин, але й теорії розмірності та міри. Підручник Гаусдорфа був першим, який представив усю теорію множин у такому широкому розумінні, систематично і з повними доведеннями. Гаусдорф усвідомлював, як легко людський розум може помилятися, водночас прагнучи строгості та істини. Тому в передмові до своєї праці він обіцяє:
... бути якомога економнішим, використовуючи людське право на помилку.
Ця книга містить не тільки відомі на той час концепції, а й низку оригінальних внесків автора.
Перші її розділи присвячені основним поняттям загальної теорії множин. На початку Гаусдорф подає детальну алгебру множин з деякими новими поняттями (різницеві ланцюги, кільця множин і поля множин, δ- і σ-системи). Вступні параграфи про множини та їхні зв'язки включали теоретико-множинне поняття функцій. У розділах з 3-го по 5-ий викладена класична теорія кардинальних чисел, типів порядків та порядкових чисел, а в шостому розділі «Зв'язки між впорядкованими та цілком впорядкованими множинами» Гаусдорф представляє, серед іншого, найважливіші результати своїх власних досліджень впорядкованих множин.
У розділах про «точкові множини» — топологічних розділах — Гаусдорф вперше подав систематичну теорію топологічних просторів на основі аксіом околів і аксіоми відокремлюваності {\displaystyle T_{2}}, пізніше названої на його честь. Такий виклад цієї теорії виник після всебічного синтезу попередніх підходів інших математиків та власних роздумів Гаусдорфа над проблемою простору. Поняття і теореми класичної теорії точкових множин {\displaystyle \mathbb {R} ^{n}}, наскільки це можливо, переносяться на загальний випадок, і таким чином стають частиною новоствореної загальної або теоретико-множинної топології. Але Гаусдорф не лише виконав цю «перекладацьку роботу», але й розробив основні методи побудови топологічних просторів, а також обґрунтував фундаментальну важливість поняття відкритої множини (названої ним «областю») та поняття компактності, введеного Фреше. Він також заснував і розвинув теорію зв'язних множин, зокрема, ввівши терміни «компонент» і «квазікомпонент».
За допомогою введених ним аксіом зліченності Гаусдорф крок за кроком класифікує топологічні простори. Великим класом просторів, що задовольняють першій аксіомі зліченності, є метричні простори. Вони були введені в 1906 році Фреше під назвою «класи (E)». Термін «метричний простір» походить від Гаусдорфа. Він розвинув теорію метричних просторів і систематично збагатив її низкою нових понять: метрика Гаусдорфа, повнота, цілкова обмеженість, ρ-зв'язність, звідні множини. Роботи Фреше не були особливо відомими; завдяки основним властивостям метрики Гаусдорфа метричні простори стали загальновідомими для математиків.
Кінцевий розділ «Принципи теорії міри та інтегрування» містить згадку про важливість теорії міри для теорії ймовірностей, яка мала великий історичний ефект, попри її лаконічну стислість. У цьому розділі також можна знайти перше коректне доведення посиленого закону великих чисел Еміля Бореля.
У додатку книги міститься доведення того, що існують обмежені підмножини {\displaystyle \mathbb {R} ^{n}} при {\displaystyle n\geqslant 3}, які не мають об'єму. Воно ґрунтується на парадоксі Гаусдорфа, для отримання якого необхідна аксіома вибору.
У XX столітті стало стандартом будувати математичні теорії, аксіоматично засновані на теорії множин. Створення узагальнених теорій на основі аксіом, таких як загальна топологія, слугувало, серед іншого, для того, щоб виокремити спільне структурне ядро для різних конкретних випадків або окремих тем, а потім створити абстрактну теорію, яка містила всі ці частини як часткові випадки. Це призвело до спрощення та гармонізації, і в кінцевому підсумку принесло з собою економію мислення. У топологічному розділі основні концепції є методологічно новаторськими.
«Основи теорії множин» з'явилися у квітні 1914 року, напередодні Першої світової війни, яка кардинально вплинула на наукове життя в Європі. За цих обставин вплив книги Гаусдорфа на математичну думку не буде помітним протягом п'яти-шести років після її появи. Після війни нове покоління молодих дослідників поставило собі за мету розвинути ті численні пропозиції, які містилися в цій праці. Топологія була в центрі їхньої уваги. Журнал Fundamenta Mathematicae, заснований у Польщі в 1920 році, відіграв особливу роль у сприйнятті ідей Гаусдорфа. Це був один з перших математичних журналів з акцентом на теорію множин, загальну топологію, теорію дійсних функцій, теорію міри та інтегрування, функціональний аналіз, логіку та основи математики. У цьому спектрі особлива увага приділялася загальній топології. Книга Гаусдорфа була процитована в першому ж томі Fundamenta Mathematicae. З 558 статей (не рахуючи трьох власних робіт Гаусдорфа), які з'явилися в перших двадцяти томах журналу з 1920 по 1933 рік, 88 цитують цю книгу. Слід також взяти до уваги, що в міру того, як ідеї Гаусдорфа ставали все більш поширеними, вони також використовувалися в ряді робіт, які не посилалися на них явно.

### Дескриптивна теорія множин, теорія міри та аналіз
У 1916 році Гаусдорф і Александров незалежно розв'язали проблему континууму для борелівських множин: кожна борелівська множина у повному сепарабельному метричному просторі або зліченна, або континуальна. Цей результат узагальнює теорему Кантора — Бендікссона про те, що таке твердження справедливе для замкнених множин з {\displaystyle \mathbb {R} ^{n}}. Теорема Александрова — Гаусдорфа стала сильним поштовхом для подальшого розвитку дескриптивної теорії множин.
Серед публікацій Гаусдорфа під час його перебування у Грайфсвальді виділяється праця «Розмірність і зовнішня міра» 1919 року. У ній були введені поняття, які зараз відомі як міра Гаусдорфа та розмірність Гаусдорфа. Вона була однією з найбільш цитованих математичних праць десятиліття 1910—1920 років.
Поняття розмірності Гаусдорфа є корисним для характеристики та порівняння «дуже жорстких величин». Поняття розмірності та зовнішньої міри знайшли застосування та подальший розвиток у таких галузях, як теорія динамічних систем, геометрична теорія міри, теорія самоподібних множин та фракталів, теорія випадкових процесів, гармонічний аналіз, теорія потенціалу та теорія чисел.
Значне дослідження з аналізу Гаусдорф провів під час свого другого перебування в Бонні. У праці «Методи підсумовування та моментні послідовності I» 1921 року він розробив цілий клас методів підсумовування розбіжних рядів, які пізніше назвали на його честь. У книзі Гарольда Гарді «Розбіжні ряди» їм присвячено цілу главу. Класичні методи Гельдера та Чезаро виявилися окремими випадками методу Гаусдорфа. Кожен метод Гаусдорфа задається послідовністю моментів; в цьому контексті Гаусдорф дав елегантний розв'язок моментної задачі для скінченного інтервалу, оминаючи теорію ланцюгових дробів. У своїй статті «Моментні задачі для скінченного інтервалу» 1923 року він розглянув більш специфічні моментні задачі, такі як задачі з певними обмеженнями на щільність {\displaystyle \varphi }, наприклад, {\displaystyle \varphi \in L^{p}[0,1]}. Критерії розв'язності моментних задач цікавили Гаусдорфа протягом багатьох років, про що свідчать сотні сторінок його рукописних записів.
Значним внеском у розвиток функціонального аналізу у 1920-х роках стало перенесення теореми Ріса-Фішера на Lp-простори Гаусдорфом у роботі 1923 року «Поширення теореми Парсеваля на ряди Фур'є». Він довів нерівності, які тепер носять його ім'я та ім'я В.Г. Янга. Нерівності Гаусдорфа-Янга стали відправною точкою для нових досліджень.
У 1927 році вийшла книга Гаусдорфа «Теорія множин». Вона була оголошена як друге видання «Основи теорії множин», але насправді це була нова книга. Однак через публікацію в навчальній бібліотеці Гошена її обсяг був зменшений — значну частину теорії впорядкованих множин і теорії міри та інтегрування було вилучено. У передмові Гаусдорф написав: «Можливо, навіть більше, ніж про ці вилучення, читач буде шкодувати про те, що для подальшої економії місця в теорії точкових множин я відмовився від топологічного погляду, завдяки якому перше видання, очевидно, здобуло багато прихильників, і зосередився на простішій теорії метричних просторів».
Деякі рецензенти роботи висловлювали жаль з цього приводу. Як своєрідну компенсацію Гаусдорф вперше представив сучасний стан дескриптивної теорії множин. Це забезпечило книзі майже такий самий успіх, як і у «Основи теорії множин», особливо в Fundamenta Mathematicae. У 1935 році вийшло розширене видання, яке було перевидане видавництвом Dover у 1944 році. Англійський переклад з'явився в 1957 році та перевидавався в 1962 і 1967 роках.

### Останні роботи
У 1938 році у своїй останній роботі «Розширення неперервного відображення» Гаусдорф показав, що неперервну функцію на замкненій підмножині F метричного простору E можна поширити на весь E (хоча її множина значень може потребувати розширення). Як наслідок кожен гомеоморфізм на F можна розширити до гомеоморфізму на E. Ця робота продовжила дослідження попередніх років.
У 1919 році у статті «Про напівнеперервні функції та їх узагальнення» Гаусдорф, серед іншого, дав ще одне доведення теореми Тітце про продовження. У 1930 році у статті «Розширення гомеоморфізму» він показав наступне: Нехай E — метричний простір, F ⊆ E — замкнена підмножина. Якщо на F задано нову метрику без зміни топології, то цю метрику можна поширити на весь простір без зміни топології.
У 1935 році з'явилася робота «Градуйовані простори», де Гаусдорф дослідив простори, які задовольняють аксіомам замикання Куратовського без аксіоми ідемпотентності. Ці простори часто називають просторами замикання, і Гаусдорф використовував їх для вивчення зв'язків між граничними просторами Фреше та топологічними просторами.

## Назви, пов'язані з Гаусдорфом
На честь Фелікса Гаусдорфа були названі такі поняття:
- Гаусдорфів простір
- Відстань Гаусдорфа
- Розмірність Гаусдорфа
- Парадокс Гаусдорфа
- Принцип максимуму Гаусдорфа
- Міра Гаусдорфа
- Нерівність Гаусдорфа-Янга[en]
- Формула Бейкера-Кемпбелла-Гаусдорфа[en]

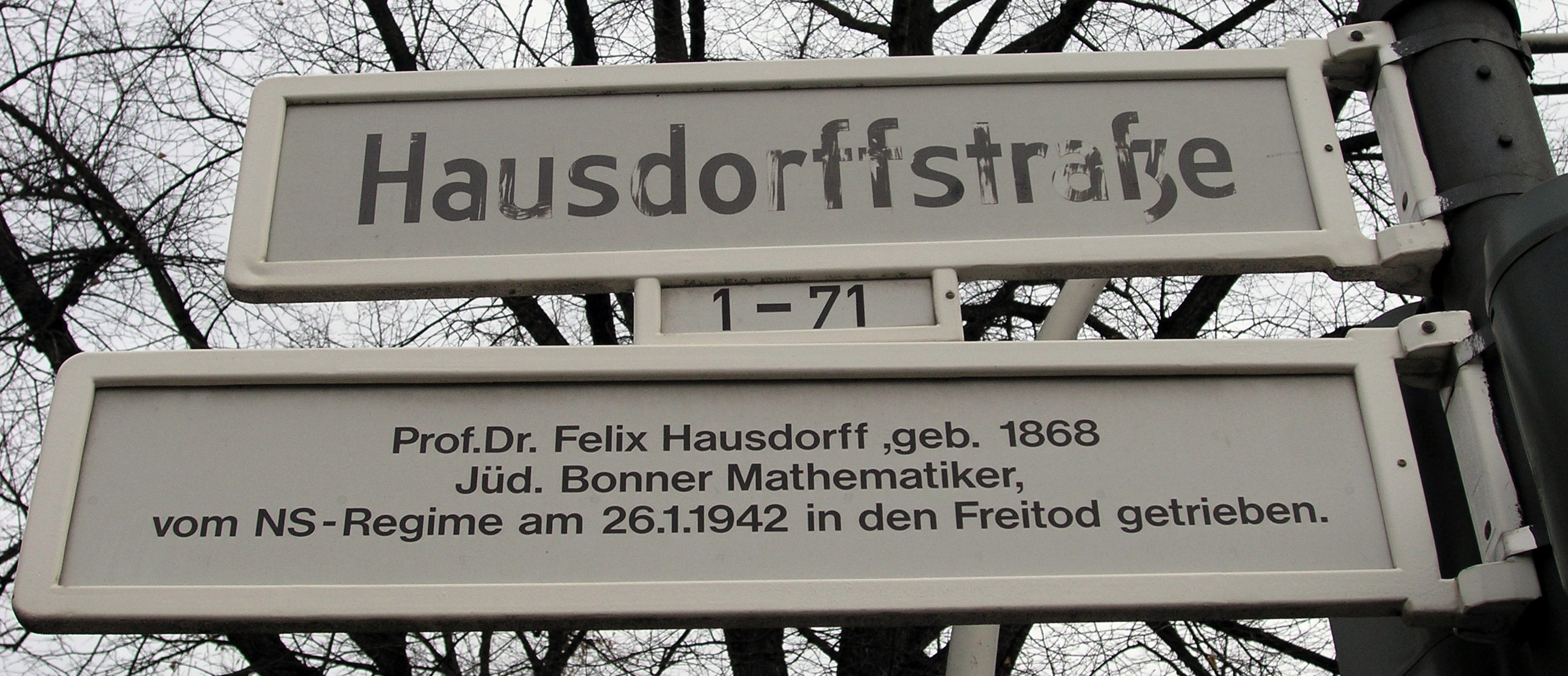
Вулиця Гаусдорфа у Бонні. Напис внизу: «Проф. Др. Фелікс Гаусдорф, нар. 1868, єврейський математик з Бонна, доведений до самогубства 26.1.1942 націонал-соціалістичним режимом»

В університетах Бонна та Грайфсвальда наступні підрозділи були названі на його честь:
- Центр математики Гаусдорфа[en] у Бонні (заснований у 2006 році),
- Науково-дослідний інститут математики Гаусдорфа в Бонні,
- Міжнародний науковий центр імені Фелікса Гаусдорфа в Грайфсвальді.

Крім того, в Бонні є вулиця Гаусдорфа, де він колись жив (будинок № 61). У Грайфсвальді є вулиця Фелікса Гаусдорфа, на якій розташовані, зокрема, Інститути біохімії та фізики. З 2011 року з'явилася нова вулиця Гаусдорфвеґ у лейпцизькому районі Голіс-Мітте.
На його честь названо астероїд 24947 Гаусдорф.

## Публікації

### Як Поль Монґре
Вибрані твори:
- Sant'Ilario. Gedanken aus der Landschaft Zarathustras. Verlag C. G. Naumann, Leipzig 1897.(нім.)
- Das Chaos in kosmischer Auslese — Ein erkenntniskritischer Versuch. Verlag C. G. Naumann, Leipzig 1898; Reprinted with foreword by Max Bense: Baden-Baden: Agis-Verlag 1976, ISBN 3-87007-013-7(нім.)
- Massenglück und Einzelglück. Neue Deutsche Rundschau (Freie Bühne) 9 (1), (1898), S. 64–75.(нім.)
- Das unreinliche Jahrhundert. Neue Deutsche Rundschau (Freie Bühne) 9 (5), (1898), S. 443–452.(нім.)
- Ekstasen. Volume of poetry. Verlag H. Seemann Nachf., Leipzig 1900.(нім.)
- Der Wille zur Macht. In: Neue Deutsche Rundschau (Freie Bühne) 13 (12) (1902), S. 1334–1338.(нім.)
- Max Klingers Beethoven. Zeitschrift für bildende Kunst, Neue Folge 13 (1902), S. 183–189.(нім.)
- Sprachkritik Neue Deutsche Rundschau (Freie Bühne) 14 (12), (1903), S. 1233–1258.(нім.)
- Der Arzt seiner Ehre, Groteske. In: Die neue Rundschau (Freie Bühne) 15 (8), (1904), S. 989-1013. New edition as: Der Arzt seiner Ehre. Komödie in einem Akt mit einem Epilog. With 7 portraits and woodcuts by Hans Alexander Müller after drawings by Walter Tiemann, 10 Bl., 71 S. Fifth printing by Leipziger Bibliophilen-Abends, Leipzig 1910. New edition: S. Fischer, Berlin 1912, 88 S. The Doctor of his Honor (English Translation of Der Arzt seiner Ehre, Groteske) by Volker Vetter and William P. Hausdorff, Hausdorff Center for Mathematics, Bonn 2021.(нім.)

### Як Фелікс Гаусдорф
- Beiträge zur Wahrscheinlichkeitsrechnung. Proceedings of the Royal Saxon Society for the Sciences at Leipzig. Math.-phys. Classe 53 (1901), S. 152–178.(нім.)
- Über eine gewisse Art geordneter Mengen. Proceedings of the Royal Saxon Society for the Sciences at Leipzig. Math.-phys. Classe 53 (1901), S. 460–475.(нім.)
- Das Raumproblem (Inaugural lecture at the University of Leipzig on 4. July 1903). Ostwald's Annals of Natural Philosophy 3 (1903), S. 1–23.(нім.)
- Der Potenzbegriff in der Mengenlehre. Annual report of the DMV 13 (1904), S. 569–571.(нім.)
- Untersuchungen über Ordnungstypen I, II, III. Proceedings of the Royal Saxon Society for the Sciences at Leipzig. Math.-phys.\ Klasse 58 (1906), S. 106–169.(нім.)
- Untersuchungen über Ordnungstypen IV, V. Proceedings of the Royal Saxon Society for the Sciences at Leipzig. Math.-phys. Klasse 59 (1907), S. 84–159.(нім.)
- Über dichte Ordnungstypen. Annual report of the DMV 16 (1907), S. 541–546.(нім.)
- Grundzüge einer Theorie der geordneten Mengen. Math. Annalen 65 (1908), S. 435–505.(нім.)
- Die Graduierung nach dem Endverlauf. Proceedings of the Royal Saxon Society for the Sciences at Leipzig. Math.-phys. Klasse 31 (1909), S. 295–334.(нім.)
- Grundzüge der Mengenlehre. Verlag Veit & Co, Leipzig. 476 S. mit 53 Figuren. Further printings: Chelsea Pub. Co. 1949, 1965, 1978.(нім.)
- Die Mächtigkeit der Borelschen Mengen. Math. Annalen 77 (1916), S. 430–437.(нім.)
- Dimension und äußeres Maß. Math. Annalen 79 (1919), S. 157–179.(нім.)
- Über halbstetige Funktionen und deren Verallgemeinerung. Math. Zeitschrift 5 (1919), S. 292–309.(нім.)
- Summationsmethoden und Momentfolgen I, II. Math. Zeitschrift 9 (1921), I: S. 74-109, II: S. 280–299.(нім.)
- Eine Ausdehnung des Parsevalschen Satzes über Fourierreihen. Math. Zeitschrift 16 (1923), S. 163–169.(нім.)
- Momentprobleme für ein endliches Intervall. Math. Zeitschrift 16 (1923), S. 220–248.(нім.)
- Mengenlehre, second reworked edition. Verlag Walter de Gruyter & Co., Berlin. 285 S. with 12 figures.(нім.)
- Erweiterung einer Homöomorphie (PDF; 389 kB) Fundamenta Mathematicae 16 (1930), S. 353–360.(нім.)
- Mengenlehre, third edition. With an additional chapter and several appendices. Verlag Walter de Gruyter & Co., Berlin. 307 S. mit 12 Figuren. Nachdruck: Dover Pub. New York, 1944. Englisch edition: Set theory. Translated from the German by J. R. Aumann et al. Chelsea Pub. Co., New York 1957, 1962, 1967.(нім.)
- Gestufte Räume. (PDF; 1,2 MB) Fundamenta Mathematicae 25 (1935), S. 486–502.(нім.)
- Erweiterung einer stetigen Abbildung (PDF; 450 kB) Fundamenta Mathematicae 30 (1938), S. 40–47.(нім.)
- Nachgelassene Schriften. 2 volumes. Ed.: G. Bergmann, Teubner, Stuttgart 1969. From the Nachlass, Volume I includes fascicles 510—543, 545—559, 561—577, Volume II fascicles 578—584, 598—658 (all fascicles given in facsimile).(нім.)